# El Cafetal, Alto Lucero de Gutiérrez Barrios
El Cafetal är en ort i Mexiko.   Den ligger i kommunen Alto Lucero de Gutiérrez Barrios och delstaten Veracruz, i den sydöstra delen av landet, 250 km öster om huvudstaden Mexico City. El Cafetal ligger 1 235 meter över havet och antalet invånare är 583.
Terrängen runt El Cafetal är kuperad åt sydost, men åt nordväst är den bergig. Runt El Cafetal är det ganska glesbefolkat, med 48 invånare per kvadratkilometer. Närmaste större samhälle är Alto Lucero, 7,3 km söder om El Cafetal. I omgivningarna runt El Cafetal växer huvudsakligen savannskog.